# Phenganax parrini
Phenganax parrini is een zachte koralensoort uit de familie van de Clavulariidae. De wetenschappelijke naam van de soort is voor het eerst geldig gepubliceerd in 2011 door Alderslade & McFadden.